# Bretagne Classic 2022
La Bretagne Classic 2022, 86a edició de la Bretagne Classic, és una cursa ciclista que es disputà el 28 d'agost de 2022 pels voltants de Plouay, a la Bretanya. La cursa formava part del calendari UCI World Tour 2022.
El vencedor fou el belga Wout van Aert (Team Jumbo-Visma), que s'imposà a l'esprint a Axel Laurance (B&B Hotels-KTM) i Alexander Kamp (Trek-Segafredo), segon i tercer respectivament.

## Equips participants
Hi van prendre part 18 equips UCI WorldTeams, així com sis equips UCI ProTeam:
| WorldTeams (18)- AG2R Citroën Team - Astana Qazaqstan Team - Bahrain Victorious - Bora-Hansgrohe - BikeExchange-Jayco - Cofidis - Team DSM - EF Education-EasyPost - Groupama-FDJ - Ineos Grenadiers - Intermarché-Wanty-Gobert Matériaux - Israel-Premier Tech - Jumbo-Visma - Lotto-Soudal - Movistar Team - Quick-Step Alpha Vinyl - Trek-Segafredo - UAE Team Emirates ProTeams (6)- Arkéa-Samsic - B&B Hotels-KTM - Bardiani-CSF-Faizanè - Bingoal Pauwels Sauces WB - TotalEnergies - Uno-X Pro Cycling Team |
| |

## Classificació final
| \| Classificació general \| Classificació general \| Classificació general \| Classificació general \| Classificació general \| \| Corredor \| Corredor \| Equip \| Temps \| \| \| --------------------- \| --------------------- \| ---------------------------------- \| --------------------- \| --------------------- \| \| 1r \| Wout van Aert \| Jumbo-Visma \| 6h 04' 22" \| \| \| 2n \| Axel Laurance \| B&B Hotels-KTM \| + 0" \| \| \| 3r \| Alexander Kamp \| Trek-Segafredo \| + 0" \| \| \| 4t \| Arnaud De Lie \| Lotto-Soudal \| + 0" \| \| \| 5è \| Filippo Fiorelli \| Bardiani CSF Faizanè \| + 0" \| \| \| 6è \| Biniam Girmay \| Intermarché-Wanty-Gobert Matériaux \| + 0" \| \| \| 7è \| Oliver Naesen \| AG2R Citroën Team \| + 0" \| \| \| 8è \| Benjamin Thomas \| Cofidis \| + 0" \| \| \| 9è \| Toms Skujiņš \| Trek-Segafredo \| + 0" \| \| \| 10è \| Andrea Piccolo \| EF Education-EasyPost \| + 0" \| \| |                  |                                    |            |
| |                  |                                    |            |
| Font: ProCyclingStats |                  |                                    |            |
| Classificació general |                  |                                    |            |
| Corredor | Corredor         | Equip                              | Temps      |
| 1r | Wout van Aert    | Jumbo-Visma                        | 6h 04' 22" |
| 2n | Axel Laurance    | B&B Hotels-KTM                     | + 0"       |
| 3r | Alexander Kamp   | Trek-Segafredo                     | + 0"       |
| 4t | Arnaud De Lie    | Lotto-Soudal                       | + 0"       |
| 5è | Filippo Fiorelli | Bardiani CSF Faizanè               | + 0"       |
| 6è | Biniam Girmay    | Intermarché-Wanty-Gobert Matériaux | + 0"       |
| 7è | Oliver Naesen    | AG2R Citroën Team                  | + 0"       |
| 8è | Benjamin Thomas  | Cofidis                            | + 0"       |
| 9è | Toms Skujiņš     | Trek-Segafredo                     | + 0"       |
| 10è | Andrea Piccolo   | EF Education-EasyPost              | + 0"       |

## Llista de participants
| AG2R Citroën Team ACT | AG2R Citroën Team ACT        | AG2R Citroën Team ACT |
| --------------------- | ---------------------------- | --------------------- |
| Núm                   | Ciclista                     | Pos                   |
| 1                     | Benoît Cosnefroy (FRA)       | 20è                   |
| 2                     | Mikaël Cherel (FRA)          | 77è                   |
| 3                     | Stan Dewulf (BEL)            | 48è                   |
| 4                     | Aurélien Paret-Peintre (FRA) | 40è                   |
| 5                     | Oliver Naesen (BEL)          | 7è                    |
| 6                     | Alan Retailleau (FRA)        | DNF                   |
| 7                     | Clément Venturini (FRA)      | 23è                   |

| Quick-Step Alpha Vinyl QST | Quick-Step Alpha Vinyl QST  | Quick-Step Alpha Vinyl QST |
| -------------------------- | --------------------------- | -------------------------- |
| Núm                        | Ciclista                    | Pos                        |
| 11                         | Andrea Bagioli (ITA)        | 83è                        |
| 12                         | Davide Ballerini (ITA)      | 136è                       |
| 13                         | Josef Černý (CZE)           | DNF                        |
| 14                         | Tim Declercq (BEL)          | 103è                       |
| 15                         | Mikkel Frølich Honoré (DEN) | 16è                        |
| 16                         | Mauro Schmid (SUI)          | 28è                        |
| 17                         | Zdeněk Štybar (CZE)         | 120è                       |

| Ineos Grenadiers IGD | Ineos Grenadiers IGD         | Ineos Grenadiers IGD |
| -------------------- | ---------------------------- | -------------------- |
| Núm                  | Ciclista                     | Pos                  |
| 21                   | Edward Dunbar (IRL)          | 90è                  |
| 22                   | Jhonatan Narváez Prado (ECU) | 43è                  |
| 23                   | Salvatore Puccio (ITA)       | 116è                 |
| 24                   | Brandon Rivera (COL)         | 138è                 |
| 25                   | Luke Rowe (GBR)              | 123è                 |
| 26                   | Ben Swift (GBR)              | DNF                  |
| 27                   | Elia Viviani (ITA)           | 52è                  |

| Arkéa-Samsic ARK | Arkéa-Samsic ARK      | Arkéa-Samsic ARK |
| ---------------- | --------------------- | ---------------- |
| Núm              | Ciclista              | Pos              |
| 31               | Warren Barguil (FRA)  | 13è              |
| 32               | Donavan Grondin (FRA) | 56è              |
| 33               | Connor Swift (GBR)    | 87è              |
| 34               | Romain Hardy (FRA)    | DNF              |
| 35               | Kévin Vauquelin (FRA) | 29è              |
| 36               | Laurent Pichon (FRA)  | 73è              |
| 37               | Hugo Hofstetter (FRA) | 63è              |

| B&B Hotels-KTM BBK | B&B Hotels-KTM BBK     | B&B Hotels-KTM BBK |
| ------------------ | ---------------------- | ------------------ |
| Núm                | Ciclista               | Pos                |
| 41                 | Cyril Barthe (FRA)     | 100è               |
| 42                 | Franck Bonnamour (FRA) | 75è                |
| 43                 | Pierre Rolland (FRA)   | 35è                |
| 44                 | Cyril Gautier (FRA)    | 108è               |
| 45                 | Alexis Gougeard (FRA)  | 49è                |
| 46                 | Axel Laurance (FRA)    | 2n                 |
| 47                 | Luca Mozzato (ITA)     | 68è                |

| Trek-Segafredo TFS | Trek-Segafredo TFS         | Trek-Segafredo TFS |
| ------------------ | -------------------------- | ------------------ |
| Núm                | Ciclista                   | Pos                |
| 51                 | Jon Aberasturi Izaga (ESP) | 105è               |
| 52                 | Filippo Baroncini (ITA)    | DNF                |
| 53                 | Markus Hoelgaard (NOR)     | 41è                |
| 54                 | Alexander Kamp (DEN)       | 3r                 |
| 55                 | Otto Vergaerde (BEL)       | 113è               |
| 56                 | Toms Skujiņš (LAT)         | 9è                 |
| 57                 | Emīls Liepiņš (LAT)        | 51è                |

| Groupama-FDJ GFC | Groupama-FDJ GFC       | Groupama-FDJ GFC |
| ---------------- | ---------------------- | ---------------- |
| Núm              | Ciclista               | Pos              |
| 61               | David Gaudu (FRA)      | 93è              |
| 62               | Arnaud Démare (FRA)    | 122è             |
| 63               | Lewis Askey (GBR)      | 65è              |
| 64               | Kevin Geniets (LUX)    | 72è              |
| 65               | Stefan Küng (SUI)      | 70è              |
| 66               | Michael Storer (AUS)   | 91è              |
| 67               | Valentin Madouas (FRA) | 15è              |

| Israel-Premier Tech IPT | Israel-Premier Tech IPT | Israel-Premier Tech IPT |
| ----------------------- | ----------------------- | ----------------------- |
| Núm                     | Ciclista                | Pos                     |
| 71                      | Guillaume Boivin (CAN)  | 66è                     |
| 72                      | Simon Clarke (AUS)      | 30è                     |
| 73                      | Krists Neilands (LAT)   | 44è                     |
| 74                      | Giacomo Nizzolo (ITA)   | 50è                     |
| 75                      | Dylan Teuns (BEL)       | 38è                     |
| 76                      | Jakob Fuglsang (DEN)    | 117è                    |

| Bora-Hansgrohe BOH | Bora-Hansgrohe BOH      | Bora-Hansgrohe BOH |
| ------------------ | ----------------------- | ------------------ |
| Núm                | Ciclista                | Pos                |
| 81                 | Giovanni Aleotti (ITA)  | 33è                |
| 82                 | Cesare Benedetti (POL)  | 106è               |
| 83                 | Patrick Gamper (AUT)    | 126è               |
| 84                 | Lukas Pöstlberger (AUT) | 125è               |
| 85                 | Ide Schelling (NED)     | 86è                |
| 86                 | Frederik Wandahl (DEN)  | DNF                |
| 87                 | Ben Zwiehoff (GER)      | 101è               |

| TotalEnergies TEN | TotalEnergies TEN        | TotalEnergies TEN |
| ----------------- | ------------------------ | ----------------- |
| Núm               | Ciclista                 | Pos               |
| 91                | Mathieu Burgaudeau (FRA) | 11è               |
| 92                | Fabien Doubey (FRA)      | 128è              |
| 93                | Pierre Latour (FRA)      | 21è               |
| 94                | Daniel Oss (ITA)         | DNF               |
| 95                | Julien Simon (FRA)       | 74è               |
| 96                | Peter Sagan (SVK)        | 107è              |
| 97                | Anthony Turgis (FRA)     | 118è              |

| Movistar Team MOV | Movistar Team MOV               | Movistar Team MOV |
| ----------------- | ------------------------------- | ----------------- |
| Núm               | Ciclista                        | Pos               |
| 101               | Alexander Aranburu Deba (ESP)   | 12è               |
| 102               | Jorge Arcas (ESP)               | 67è               |
| 103               | William Barta (USA)             | 131è              |
| 104               | Iván García Cortina (ESP)       | 57è               |
| 105               | Vinicius Rangel Costa (BRA)     | 84è               |
| 106               | Sergio Samitier (ESP)           | DNF               |
| 107               | Gonzalo Serrano Rodríguez (ESP) | 34è               |

| EF Education-EasyPost EFE | EF Education-EasyPost EFE | EF Education-EasyPost EFE |
| ------------------------- | ------------------------- | ------------------------- |
| Núm                       | Ciclista                  | Pos                       |
| 111                       | Magnus Cort Nielsen (DEN) | 46è                       |
| 112                       | Stefan Bissegger (SUI)    | 109è                      |
| 113                       | Jens Keukeleire (BEL)     | 54è                       |
| 114                       | Sebastian Langeveld (NED) | 135è                      |
| 115                       | Andrea Piccolo (ITA)      | 10è                       |
| 116                       | Marijn van den Berg (NED) | 37è                       |
| 117                       | Łukasz Wiśniowski (POL)   | 134è                      |

| Bahrain Victorious TBV | Bahrain Victorious TBV      | Bahrain Victorious TBV |
| ---------------------- | --------------------------- | ---------------------- |
| Núm                    | Ciclista                    | Pos                    |
| 121                    | Yukiya Arashiro (JPN)       | 58è                    |
| 122                    | Damiano Caruso (ITA)        | 98è                    |
| 123                    | Johan Price-Pejtersen (DEN) | 96è                    |
| 124                    | Jan Tratnik (SLO)           | 14è                    |
| 125                    | Stephen Williams (GBR)      | 139è                   |
| 126                    | Kamil Gradek (POL)          | DNF                    |
| 127                    | Matevž Govekar (SLO)        | 129è                   |

| BikeExchange-Jayco BEX | BikeExchange-Jayco BEX | BikeExchange-Jayco BEX |
| ---------------------- | ---------------------- | ---------------------- |
| Núm                    | Ciclista               | Pos                    |
| 131                    | Michael Matthews (AUS) | 27è                    |
| 132                    | Tsgabu Grmay (ETH)     | DNF                    |
| 133                    | Jan Maas (NED)         | 64è                    |
| 134                    | Tanel Kangert (EST)    | DNF                    |
| 135                    | Luka Mezgec (SLO)      | DNF                    |
| 136                    | Dion Smith (NZL)       | DNF                    |
| 137                    | Matteo Sobrero (ITA)   | DNF                    |

| Team DSM DSM | Team DSM DSM               | Team DSM DSM |
| ------------ | -------------------------- | ------------ |
| Núm          | Ciclista                   | Pos          |
| 141          | Søren Kragh Andersen (DEN) | DNF          |
| 142          | Pavel Bittner (CZE)        | 42è          |
| 143          | Romain Combaud (FRA)       | 115è         |
| 144          | Chris Hamilton (AUS)       | 76è          |
| 145          | Leon Heinschke (GER)       | 80è          |
| 146          | Martijn Tusveld (NED)      | 114è         |
| 147          | Kevin Vermaerke (USA)      | DNF          |

| UAE Team Emirates UAD | UAE Team Emirates UAD      | UAE Team Emirates UAD |
| --------------------- | -------------------------- | --------------------- |
| Núm                   | Ciclista                   | Pos                   |
| 151                   | Tadej Pogačar (SLO)        | 89è                   |
| 152                   | Oliviero Troia (ITA)       | DNF                   |
| 153                   | Ryan Gibbons (RSA)         | 53è                   |
| 154                   | Matteo Trentin (ITA)       | 88è                   |
| 155                   | Diego Ulissi (ITA)         | 26è                   |
| 156                   | Vegard Stake Laengen (NOR) | 85è                   |
| 157                   | Rui Oliveira (POR)         | 36è                   |

| Cofidis COF | Cofidis COF                 | Cofidis COF |
| ----------- | --------------------------- | ----------- |
| Núm         | Ciclista                    | Pos         |
| 161         | Guillaume Martin (FRA)      | 92è         |
| 162         | Ion Izagirre Insausti (ESP) | 19è         |
| 163         | François Bidard (FRA)       | 82è         |
| 164         | Anthony Perez (FRA)         | 124è        |
| 165         | Pierre-Luc Périchon (FRA)   | DNF         |
| 166         | Benjamin Thomas (FRA)       | 8è          |
| 167         | Axel Zingle (FRA)           | 132è        |

| Astana Qazaqstan Team AST | Astana Qazaqstan Team AST | Astana Qazaqstan Team AST |
| ------------------------- | ------------------------- | ------------------------- |
| Núm                       | Ciclista                  | Pos                       |
| 171                       | Joe Dombrowski (USA)      | DNF                       |
| 172                       | Cristian Scaroni (ITA)    | 25è                       |
| 173                       | Ievgueni Guiditx (KAZ)    | DNF                       |
| 174                       | Yuriy Natarov (KAZ)       | 127è                      |
| 175                       | Andrei Zeits (KAZ)        | 99è                       |
| 176                       | Simone Velasco (ITA)      | 47è                       |
| 177                       | Valerio Conti (ITA)       | 97è                       |

| Jumbo-Visma TJV | Jumbo-Visma TJV            | Jumbo-Visma TJV |
| --------------- | -------------------------- | --------------- |
| Núm             | Ciclista                   | Pos             |
| 181             | Wout van Aert (BEL)        | 1r              |
| 182             | Koen Bouwman (NED)         | DNF             |
| 183             | Pascal Eenkhoorn (NED)     | 137è            |
| 184             | David Dekker (NED)         | DNF             |
| 185             | Timo Roosen (NED)          | 133è            |
| 186             | Lennard Hofstede (NED)     | DNF             |
| 187             | Nathan Van Hooydonck (BEL) | DNF             |

| Intermarché-Wanty-Gobert Matériaux IWG | Intermarché-Wanty-Gobert Matériaux IWG | Intermarché-Wanty-Gobert Matériaux IWG |
| -------------------------------------- | -------------------------------------- | -------------------------------------- |
| Núm                                    | Ciclista                               | Pos                                    |
| 191                                    | Dimitri Claeys (BEL)                   | 39è                                    |
| 192                                    | Biniam Girmay (ERI)                    | 6è                                     |
| 193                                    | Hugo Page (FRA)                        | 59è                                    |
| 194                                    | Andrea Pasqualon (ITA)                 | 60è                                    |
| 195                                    | Tom Devriendt (BEL)                    | 102è                                   |
| 196                                    | Baptiste Planckaert (BEL)              | 111è                                   |
| 197                                    | Loïc Vliegen (BEL)                     | 45è                                    |

| Lotto-Soudal LTS | Lotto-Soudal LTS         | Lotto-Soudal LTS |
| ---------------- | ------------------------ | ---------------- |
| Núm              | Ciclista                 | Pos              |
| 201              | Victor Campenaerts (BEL) | 31è              |
| 202              | Jasper De Buyst (BEL)    | 17è              |
| 203              | Arnaud De Lie (BEL)      | 4t               |
| 204              | Philippe Gilbert (BEL)   | 18è              |
| 205              | Brent Van Moer (BEL)     | 78è              |
| 206              | Florian Vermeersch (BEL) | 94è              |
| 207              | Frederik Frison (BEL)    | 79è              |

| Bardiani CSF Faizanè BCF | Bardiani CSF Faizanè BCF | Bardiani CSF Faizanè BCF |
| ------------------------ | ------------------------ | ------------------------ |
| Núm                      | Ciclista                 | Pos                      |
| 211                      | Filippo Zana (ITA)       | 119è                     |
| 213                      | Filippo Fiorelli (ITA)   | 5è                       |
| 214                      | Davide Gabburo (ITA)     | 61è                      |
| 215                      | Sacha Modolo (ITA)       | 62è                      |
| 216                      | Alessandro Tonelli (ITA) | 81è                      |
| 217                      | Samuele Zoccarato (ITA)  | 32è                      |

| Bingoal Pauwels Sauces WB BWB | Bingoal Pauwels Sauces WB BWB | Bingoal Pauwels Sauces WB BWB |
| ----------------------------- | ----------------------------- | ----------------------------- |
| Núm                           | Ciclista                      | Pos                           |
| 221                           | Louis Blouwe (BEL)            | 55è                           |
| 222                           | Johan Meens (BEL)             | 71è                           |
| 223                           | Kenny Molly (BEL)             | 110è                          |
| 224                           | Tom Paquot (BEL)              | DNF                           |
| 225                           | Marco Tizza (ITA)             | 24è                           |
| 226                           | Attilio Viviani (ITA)         | 112è                          |
| 227                           | Tom Wirtgen (LUX)             | DNF                           |

| Uno-X Pro Cycling Team UXT | Uno-X Pro Cycling Team UXT   | Uno-X Pro Cycling Team UXT |
| -------------------------- | ---------------------------- | -------------------------- |
| Núm                        | Ciclista                     | Pos                        |
| 231                        | Rasmus Tiller (NOR)          | 121è                       |
| 232                        | Anders Skaarseth (NOR)       | 130è                       |
| 233                        | Fredrik Dversnes (NOR)       | 69è                        |
| 234                        | Martin Bugge Urianstad (NOR) | 22è                        |
| 235                        | Syver Wærsted (NOR)          | DNF                        |
| 236                        | Jonas Abrahamsen (NOR)       | 95è                        |
| 237                        | Erik Nordsæter Resell (NOR)  | 104è                       |

| AG2R Citroën Team ACT | AG2R Citroën Team ACT        | AG2R Citroën Team ACT |
| --------------------- | ---------------------------- | --------------------- |
| Núm                   | Ciclista                     | Pos                   |
| 1                     | Benoît Cosnefroy (FRA)       | 20è                   |
| 2                     | Mikaël Cherel (FRA)          | 77è                   |
| 3                     | Stan Dewulf (BEL)            | 48è                   |
| 4                     | Aurélien Paret-Peintre (FRA) | 40è                   |
| 5                     | Oliver Naesen (BEL)          | 7è                    |
| 6                     | Alan Retailleau (FRA)        | DNF                   |
| 7                     | Clément Venturini (FRA)      | 23è                   |

| Quick-Step Alpha Vinyl QST | Quick-Step Alpha Vinyl QST  | Quick-Step Alpha Vinyl QST |
| -------------------------- | --------------------------- | -------------------------- |
| Núm                        | Ciclista                    | Pos                        |
| 11                         | Andrea Bagioli (ITA)        | 83è                        |
| 12                         | Davide Ballerini (ITA)      | 136è                       |
| 13                         | Josef Černý (CZE)           | DNF                        |
| 14                         | Tim Declercq (BEL)          | 103è                       |
| 15                         | Mikkel Frølich Honoré (DEN) | 16è                        |
| 16                         | Mauro Schmid (SUI)          | 28è                        |
| 17                         | Zdeněk Štybar (CZE)         | 120è                       |

| Ineos Grenadiers IGD | Ineos Grenadiers IGD         | Ineos Grenadiers IGD |
| -------------------- | ---------------------------- | -------------------- |
| Núm                  | Ciclista                     | Pos                  |
| 21                   | Edward Dunbar (IRL)          | 90è                  |
| 22                   | Jhonatan Narváez Prado (ECU) | 43è                  |
| 23                   | Salvatore Puccio (ITA)       | 116è                 |
| 24                   | Brandon Rivera (COL)         | 138è                 |
| 25                   | Luke Rowe (GBR)              | 123è                 |
| 26                   | Ben Swift (GBR)              | DNF                  |
| 27                   | Elia Viviani (ITA)           | 52è                  |

| Arkéa-Samsic ARK | Arkéa-Samsic ARK      | Arkéa-Samsic ARK |
| ---------------- | --------------------- | ---------------- |
| Núm              | Ciclista              | Pos              |
| 31               | Warren Barguil (FRA)  | 13è              |
| 32               | Donavan Grondin (FRA) | 56è              |
| 33               | Connor Swift (GBR)    | 87è              |
| 34               | Romain Hardy (FRA)    | DNF              |
| 35               | Kévin Vauquelin (FRA) | 29è              |
| 36               | Laurent Pichon (FRA)  | 73è              |
| 37               | Hugo Hofstetter (FRA) | 63è              |

| B&B Hotels-KTM BBK | B&B Hotels-KTM BBK     | B&B Hotels-KTM BBK |
| ------------------ | ---------------------- | ------------------ |
| Núm                | Ciclista               | Pos                |
| 41                 | Cyril Barthe (FRA)     | 100è               |
| 42                 | Franck Bonnamour (FRA) | 75è                |
| 43                 | Pierre Rolland (FRA)   | 35è                |
| 44                 | Cyril Gautier (FRA)    | 108è               |
| 45                 | Alexis Gougeard (FRA)  | 49è                |
| 46                 | Axel Laurance (FRA)    | 2n                 |
| 47                 | Luca Mozzato (ITA)     | 68è                |

| Trek-Segafredo TFS | Trek-Segafredo TFS         | Trek-Segafredo TFS |
| ------------------ | -------------------------- | ------------------ |
| Núm                | Ciclista                   | Pos                |
| 51                 | Jon Aberasturi Izaga (ESP) | 105è               |
| 52                 | Filippo Baroncini (ITA)    | DNF                |
| 53                 | Markus Hoelgaard (NOR)     | 41è                |
| 54                 | Alexander Kamp (DEN)       | 3r                 |
| 55                 | Otto Vergaerde (BEL)       | 113è               |
| 56                 | Toms Skujiņš (LAT)         | 9è                 |
| 57                 | Emīls Liepiņš (LAT)        | 51è                |

| Groupama-FDJ GFC | Groupama-FDJ GFC       | Groupama-FDJ GFC |
| ---------------- | ---------------------- | ---------------- |
| Núm              | Ciclista               | Pos              |
| 61               | David Gaudu (FRA)      | 93è              |
| 62               | Arnaud Démare (FRA)    | 122è             |
| 63               | Lewis Askey (GBR)      | 65è              |
| 64               | Kevin Geniets (LUX)    | 72è              |
| 65               | Stefan Küng (SUI)      | 70è              |
| 66               | Michael Storer (AUS)   | 91è              |
| 67               | Valentin Madouas (FRA) | 15è              |

| Israel-Premier Tech IPT | Israel-Premier Tech IPT | Israel-Premier Tech IPT |
| ----------------------- | ----------------------- | ----------------------- |
| Núm                     | Ciclista                | Pos                     |
| 71                      | Guillaume Boivin (CAN)  | 66è                     |
| 72                      | Simon Clarke (AUS)      | 30è                     |
| 73                      | Krists Neilands (LAT)   | 44è                     |
| 74                      | Giacomo Nizzolo (ITA)   | 50è                     |
| 75                      | Dylan Teuns (BEL)       | 38è                     |
| 76                      | Jakob Fuglsang (DEN)    | 117è                    |

| Bora-Hansgrohe BOH | Bora-Hansgrohe BOH      | Bora-Hansgrohe BOH |
| ------------------ | ----------------------- | ------------------ |
| Núm                | Ciclista                | Pos                |
| 81                 | Giovanni Aleotti (ITA)  | 33è                |
| 82                 | Cesare Benedetti (POL)  | 106è               |
| 83                 | Patrick Gamper (AUT)    | 126è               |
| 84                 | Lukas Pöstlberger (AUT) | 125è               |
| 85                 | Ide Schelling (NED)     | 86è                |
| 86                 | Frederik Wandahl (DEN)  | DNF                |
| 87                 | Ben Zwiehoff (GER)      | 101è               |

| TotalEnergies TEN | TotalEnergies TEN        | TotalEnergies TEN |
| ----------------- | ------------------------ | ----------------- |
| Núm               | Ciclista                 | Pos               |
| 91                | Mathieu Burgaudeau (FRA) | 11è               |
| 92                | Fabien Doubey (FRA)      | 128è              |
| 93                | Pierre Latour (FRA)      | 21è               |
| 94                | Daniel Oss (ITA)         | DNF               |
| 95                | Julien Simon (FRA)       | 74è               |
| 96                | Peter Sagan (SVK)        | 107è              |
| 97                | Anthony Turgis (FRA)     | 118è              |

| Movistar Team MOV | Movistar Team MOV               | Movistar Team MOV |
| ----------------- | ------------------------------- | ----------------- |
| Núm               | Ciclista                        | Pos               |
| 101               | Alexander Aranburu Deba (ESP)   | 12è               |
| 102               | Jorge Arcas (ESP)               | 67è               |
| 103               | William Barta (USA)             | 131è              |
| 104               | Iván García Cortina (ESP)       | 57è               |
| 105               | Vinicius Rangel Costa (BRA)     | 84è               |
| 106               | Sergio Samitier (ESP)           | DNF               |
| 107               | Gonzalo Serrano Rodríguez (ESP) | 34è               |

| EF Education-EasyPost EFE | EF Education-EasyPost EFE | EF Education-EasyPost EFE |
| ------------------------- | ------------------------- | ------------------------- |
| Núm                       | Ciclista                  | Pos                       |
| 111                       | Magnus Cort Nielsen (DEN) | 46è                       |
| 112                       | Stefan Bissegger (SUI)    | 109è                      |
| 113                       | Jens Keukeleire (BEL)     | 54è                       |
| 114                       | Sebastian Langeveld (NED) | 135è                      |
| 115                       | Andrea Piccolo (ITA)      | 10è                       |
| 116                       | Marijn van den Berg (NED) | 37è                       |
| 117                       | Łukasz Wiśniowski (POL)   | 134è                      |

| Bahrain Victorious TBV | Bahrain Victorious TBV      | Bahrain Victorious TBV |
| ---------------------- | --------------------------- | ---------------------- |
| Núm                    | Ciclista                    | Pos                    |
| 121                    | Yukiya Arashiro (JPN)       | 58è                    |
| 122                    | Damiano Caruso (ITA)        | 98è                    |
| 123                    | Johan Price-Pejtersen (DEN) | 96è                    |
| 124                    | Jan Tratnik (SLO)           | 14è                    |
| 125                    | Stephen Williams (GBR)      | 139è                   |
| 126                    | Kamil Gradek (POL)          | DNF                    |
| 127                    | Matevž Govekar (SLO)        | 129è                   |

| BikeExchange-Jayco BEX | BikeExchange-Jayco BEX | BikeExchange-Jayco BEX |
| ---------------------- | ---------------------- | ---------------------- |
| Núm                    | Ciclista               | Pos                    |
| 131                    | Michael Matthews (AUS) | 27è                    |
| 132                    | Tsgabu Grmay (ETH)     | DNF                    |
| 133                    | Jan Maas (NED)         | 64è                    |
| 134                    | Tanel Kangert (EST)    | DNF                    |
| 135                    | Luka Mezgec (SLO)      | DNF                    |
| 136                    | Dion Smith (NZL)       | DNF                    |
| 137                    | Matteo Sobrero (ITA)   | DNF                    |

| Team DSM DSM | Team DSM DSM               | Team DSM DSM |
| ------------ | -------------------------- | ------------ |
| Núm          | Ciclista                   | Pos          |
| 141          | Søren Kragh Andersen (DEN) | DNF          |
| 142          | Pavel Bittner (CZE)        | 42è          |
| 143          | Romain Combaud (FRA)       | 115è         |
| 144          | Chris Hamilton (AUS)       | 76è          |
| 145          | Leon Heinschke (GER)       | 80è          |
| 146          | Martijn Tusveld (NED)      | 114è         |
| 147          | Kevin Vermaerke (USA)      | DNF          |

| UAE Team Emirates UAD | UAE Team Emirates UAD      | UAE Team Emirates UAD |
| --------------------- | -------------------------- | --------------------- |
| Núm                   | Ciclista                   | Pos                   |
| 151                   | Tadej Pogačar (SLO)        | 89è                   |
| 152                   | Oliviero Troia (ITA)       | DNF                   |
| 153                   | Ryan Gibbons (RSA)         | 53è                   |
| 154                   | Matteo Trentin (ITA)       | 88è                   |
| 155                   | Diego Ulissi (ITA)         | 26è                   |
| 156                   | Vegard Stake Laengen (NOR) | 85è                   |
| 157                   | Rui Oliveira (POR)         | 36è                   |

| Cofidis COF | Cofidis COF                 | Cofidis COF |
| ----------- | --------------------------- | ----------- |
| Núm         | Ciclista                    | Pos         |
| 161         | Guillaume Martin (FRA)      | 92è         |
| 162         | Ion Izagirre Insausti (ESP) | 19è         |
| 163         | François Bidard (FRA)       | 82è         |
| 164         | Anthony Perez (FRA)         | 124è        |
| 165         | Pierre-Luc Périchon (FRA)   | DNF         |
| 166         | Benjamin Thomas (FRA)       | 8è          |
| 167         | Axel Zingle (FRA)           | 132è        |

| Astana Qazaqstan Team AST | Astana Qazaqstan Team AST | Astana Qazaqstan Team AST |
| ------------------------- | ------------------------- | ------------------------- |
| Núm                       | Ciclista                  | Pos                       |
| 171                       | Joe Dombrowski (USA)      | DNF                       |
| 172                       | Cristian Scaroni (ITA)    | 25è                       |
| 173                       | Ievgueni Guiditx (KAZ)    | DNF                       |
| 174                       | Yuriy Natarov (KAZ)       | 127è                      |
| 175                       | Andrei Zeits (KAZ)        | 99è                       |
| 176                       | Simone Velasco (ITA)      | 47è                       |
| 177                       | Valerio Conti (ITA)       | 97è                       |

| Jumbo-Visma TJV | Jumbo-Visma TJV            | Jumbo-Visma TJV |
| --------------- | -------------------------- | --------------- |
| Núm             | Ciclista                   | Pos             |
| 181             | Wout van Aert (BEL)        | 1r              |
| 182             | Koen Bouwman (NED)         | DNF             |
| 183             | Pascal Eenkhoorn (NED)     | 137è            |
| 184             | David Dekker (NED)         | DNF             |
| 185             | Timo Roosen (NED)          | 133è            |
| 186             | Lennard Hofstede (NED)     | DNF             |
| 187             | Nathan Van Hooydonck (BEL) | DNF             |

| Intermarché-Wanty-Gobert Matériaux IWG | Intermarché-Wanty-Gobert Matériaux IWG | Intermarché-Wanty-Gobert Matériaux IWG |
| -------------------------------------- | -------------------------------------- | -------------------------------------- |
| Núm                                    | Ciclista                               | Pos                                    |
| 191                                    | Dimitri Claeys (BEL)                   | 39è                                    |
| 192                                    | Biniam Girmay (ERI)                    | 6è                                     |
| 193                                    | Hugo Page (FRA)                        | 59è                                    |
| 194                                    | Andrea Pasqualon (ITA)                 | 60è                                    |
| 195                                    | Tom Devriendt (BEL)                    | 102è                                   |
| 196                                    | Baptiste Planckaert (BEL)              | 111è                                   |
| 197                                    | Loïc Vliegen (BEL)                     | 45è                                    |

| Lotto-Soudal LTS | Lotto-Soudal LTS         | Lotto-Soudal LTS |
| ---------------- | ------------------------ | ---------------- |
| Núm              | Ciclista                 | Pos              |
| 201              | Victor Campenaerts (BEL) | 31è              |
| 202              | Jasper De Buyst (BEL)    | 17è              |
| 203              | Arnaud De Lie (BEL)      | 4t               |
| 204              | Philippe Gilbert (BEL)   | 18è              |
| 205              | Brent Van Moer (BEL)     | 78è              |
| 206              | Florian Vermeersch (BEL) | 94è              |
| 207              | Frederik Frison (BEL)    | 79è              |

| Bardiani CSF Faizanè BCF | Bardiani CSF Faizanè BCF | Bardiani CSF Faizanè BCF |
| ------------------------ | ------------------------ | ------------------------ |
| Núm                      | Ciclista                 | Pos                      |
| 211                      | Filippo Zana (ITA)       | 119è                     |
| 213                      | Filippo Fiorelli (ITA)   | 5è                       |
| 214                      | Davide Gabburo (ITA)     | 61è                      |
| 215                      | Sacha Modolo (ITA)       | 62è                      |
| 216                      | Alessandro Tonelli (ITA) | 81è                      |
| 217                      | Samuele Zoccarato (ITA)  | 32è                      |

| Bingoal Pauwels Sauces WB BWB | Bingoal Pauwels Sauces WB BWB | Bingoal Pauwels Sauces WB BWB |
| ----------------------------- | ----------------------------- | ----------------------------- |
| Núm                           | Ciclista                      | Pos                           |
| 221                           | Louis Blouwe (BEL)            | 55è                           |
| 222                           | Johan Meens (BEL)             | 71è                           |
| 223                           | Kenny Molly (BEL)             | 110è                          |
| 224                           | Tom Paquot (BEL)              | DNF                           |
| 225                           | Marco Tizza (ITA)             | 24è                           |
| 226                           | Attilio Viviani (ITA)         | 112è                          |
| 227                           | Tom Wirtgen (LUX)             | DNF                           |

| Uno-X Pro Cycling Team UXT | Uno-X Pro Cycling Team UXT   | Uno-X Pro Cycling Team UXT |
| -------------------------- | ---------------------------- | -------------------------- |
| Núm                        | Ciclista                     | Pos                        |
| 231                        | Rasmus Tiller (NOR)          | 121è                       |
| 232                        | Anders Skaarseth (NOR)       | 130è                       |
| 233                        | Fredrik Dversnes (NOR)       | 69è                        |
| 234                        | Martin Bugge Urianstad (NOR) | 22è                        |
| 235                        | Syver Wærsted (NOR)          | DNF                        |
| 236                        | Jonas Abrahamsen (NOR)       | 95è                        |
| 237                        | Erik Nordsæter Resell (NOR)  | 104è                       |